# Giovanni Galbaio
Giovanni Galbaio (más néven: Galbajo), (Velence, 8. század – ?, 804) léphetett Velence dózséinak sorába a történelem folyamán nyolcadikként. Már korábban is apja, Maurizio társuralkodója volt, ezért nem volt idegen számára az uralkodói szerep. 787-es trónra lépését követően közel tizenhét éven át kormányozta a velenceieket, egészen 804-ig. Azon ritka dózsék egyike, akit nem a nép választott, hanem örökölte címét.

## Élete
Giovanni a longobárdok utolsó hadjárata során fogságba esett, és csak a frank csapatoknak köszönhette életét és szabadságát. Miután a velencei dózse hatalma megszilárdult, apja mellett társuralkodóként tanulhatta meg, milyen Velencét kormányozni. Azonban Giovanni túlságosan elragadtatta magát a kereskedőváros hatalmát illetően, és merész vállalkozásokba fogott apja módszereit követve – csakhogy a politikai viszonyok erősen megváltoztak trónra lépése után.
Giovanni uralkodása alatt mindig szeme előtt lebegett a 785-ös megaláztatás, amikor a velencei kereskedőket kitiltották a Pentapoliszból. Leginkább Grado pátriárkája ellen esküdött bosszút, hiszen ő volt az, akinek eszébe jutott ez a Velencét sújtó gondolat. Giovanni mindig várta az adandó alkalmat, amikor visszavághatott sérelmeiért Grado városának.
Abban az időben az exarchátus helyét egy kisebb területű exarchátus vette át. Az idők során az exarchátus nevet patriarchátusra változtatták meg, de valójában még mindig a Bizánci Birodalom hatalmát képviselte. Ezen patriarchátust nevezték Gradónak, amely egyike volt a bizánci császár által felállított négy patriarchátusnak (a másik három: Aquileia, Alexandria és Antiochia). A korábban működő politika, miszerint a frankok és a bizánciak egymás ellen kijátszhatóak alkalmanként, Giovanni korára már teljesen átalakult. Konstantinápolyban akkoriban Eiréné császárnő uralkodott, akinek legnagyobb problémája az volt, hogy nem szült utódot a keleti császárság trónjára. Ezért Nagy Károly frank uralkodóval tárgyalt a két császári korona házasságáról. Ez azt jelentette, hogy Giovanni teljesen elszigetelődött, ami gradói politikáját illeti. Mindenesetre azt sikerült elérnie Eirénénél, hogy gyermekét, Mauriziót ismerje el társuralkodójaként, ugyanúgy, mint őt annak idején apja oldalán.
Mégis sikerült megtalálnia Giovanninak azt az időszakot, amikor a nagyhatalmak kevésbé figyeltek a Velencére, és a velencei haderő erejének rémes bizonyítékát szolgáltatta. Megtámadta Grado városát, és alig egy hét alatt be is fejezte az ostromot. A megtorlás borzalmas volt. Giovanni katonái a legtöbb gradóit lehajították egy magas toronyból, és sokakat lefejeztek. A barbár pusztítás után a dózse saját rokonát iktatta be a gradói patriárka tisztségébe, majd visszavonult Velencébe. A patriárka behódolt Nagy Károlynak, és hamarosan csak a rémes bosszú emléke maradt Giovanni hadjáratából.
A velenceiek ellenezték Giovanni féktelen pusztítását, és megijedtek a nagyhatalmak bosszújától. Ezért 803-ban felkelés tört ki Malamocco szigetén, amelynek végén Giovannit és gyermekét Mantovába űzték. Valószínűleg itt halt meg a bosszúvágyó velencei dózse.